# Mary Ann Mantell
Pour les articles homonymes, voir Mantel.
Mary Ann Rochell (née Woodhouse ; 9 avril 1795 - 20 octobre 1869 ) est une paléontologue britannique. 
On lui attribue la découverte des premiers fossiles d' Iguanodon, un nouveau genre de dinosaures de l'ordre des ornithischiens, caractérisés par un bassin semblable à celui d'un oiseau. 
Elle réalise plusieurs croquis de fossiles, à la plume et à l'encre, pour la description scientifique de l'Iguanodon publiée par son mari, Gideon Mantell.

## Biographie
Mary Ann Woodhouse est née le 9 avril 1795 à Paddington (Londres) de George Edward Woodhouse et de Mary Ann Woodhouse. 
En 1816, elle épouse Gideon Mantell et vit avec lui à Lewes. Elle accompagne Mantell lors de ses voyages de collecte de fossiles. Bien que le couple devienne une équipe de recherche cohérente, leur vie personnelle en a souffert et le couple est de plus en plus distant, ce qui aboutit à un divorce. Ils ont trois enfants ensemble, dont le scientifique et politicien néo-zélandais Walter Mantell. Gideon est le principal responsable des enfants après la fin du divorce ; il meurt en 1852 d'une overdose d' opium.
Mary Ann Mantell décéde aux Pays-Bas le 20 octobre 1869 .

## Découverte de l'Iguanodon

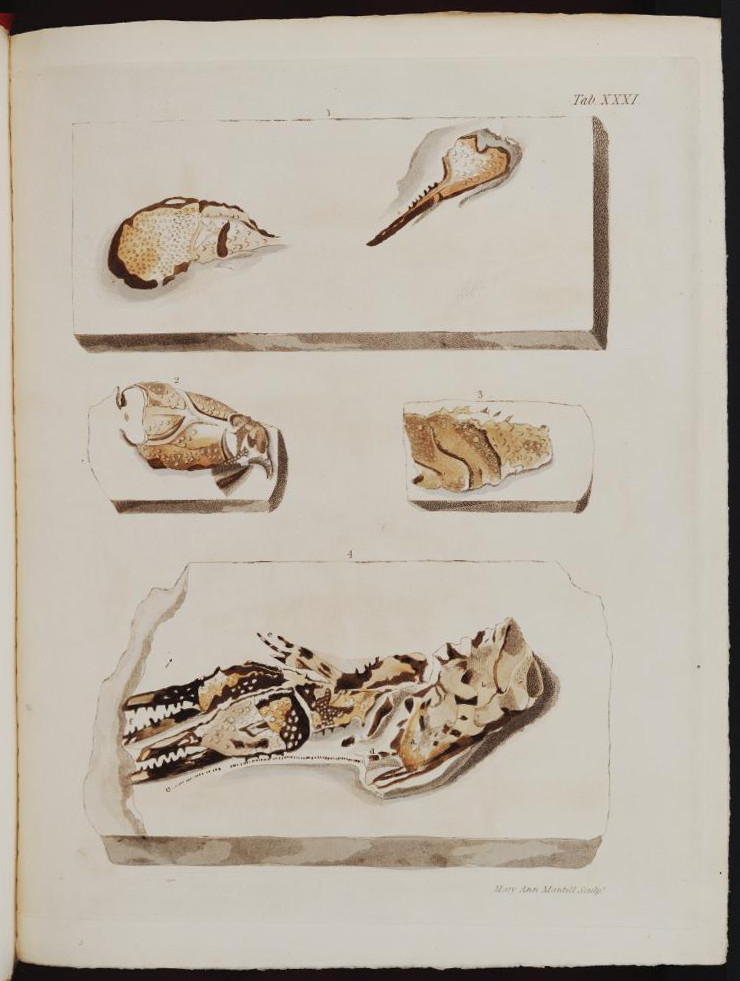
Illustration tirée du livre Les fossiles des South Downs, gravés par Mary Ann Mantell d'après des croquis de Gideon Mantell. Le livre décrit les formations géologiques et les fossiles trouvés dans les South Downs du Sussex, en Angleterre. Marque de rayon: OUM: 1 d. 67. C'est la planche V, montrant les strates entre Brighton et Rotterdean, les strates à l'ouest de Rotterdean et le lieu d'atterrissage à Rotterdean.

En 1822, alors que Mary Ann Mantell accompagne son mari qui rend visite à un patient dans le Sussex, elle découvre de grands fossiles en forme de dents sur le bord de la route. Elle les présenta à son mari, qui les envoie, via Charles Lyell, à Georges Cuvier. Celui-ci dit d'abord à Lyell qu'il pense que les dents proviennent d'un rhinocéros. Il rétracte cette déclaration le lendemain, mais tout ce que Lyell rapporte aux Mantell est le rejet initial par Cuvier de leur découverte. 
En 1824, William Buckland rend visite aux Mantell et examine les dents fossiles ; il en conclut qu'elles proviennent d'un saurien géant. Cela encourage les Mantell à envoyer à nouveau les fossiles à Cuvier ; celui-ci répond aux Mantell le 22 juin 1824. 
Les remarques les plus importantes dans la réponse de Cuvier à Gideon Mantell ont été incluses dans l'article de Mantell publié dans les Philosophical Transactions of the Royal Society of London en 1825. Cuvier avait écrit : « Ces dents me sont certainement inconnues ; elles ne sont pas [celles d'un] animal carnivore, et pourtant je crois qu'elles appartiennent, étant donné leur petite complication, leur dentelure sur les bords, et la fine couche d'émail qui les recouvre, à l'ordre des reptiles. L'aspect extérieur pourrait également être pris pour des dents de poisson similaires aux tétrodons, ou aux diodons ; mais leur structure interne est très différente de celles de [ce type]. N'aurions-nous pas un nouvel animal ici, un reptile herbivore ? » Cuvier a également souligné dans sa lettre à Mantell qu '« il est impossible qu'un jour une partie du squelette réunifié ne soit pas retrouvée avec des portions de mâchoires portant des dents. C'est surtout ce dernier objet qu'il s'agit de chercher avec le plus de persévérance ».  
Mantell lance une fouille de la forêt de Tilgate, qui aboutit à la découverte du reptile herbivore, l'Iguanodon,. 
La découverte de ce fossile est connue pour être la première preuve d'un dinosaure reptilien préhistorique, remontant à environ 130 millions d'années.

## Impact en paléontologie
Mary Ann Mantell réalise 364 lithographies de ces fossiles, qui sont ensuite utilisées dans la publication scientifique de son mari The Fossiles of the South Downs publiée en 1822 et dans Illustrations of the Geology of Sussex publiées en 1827, dans lesquelles Gideon Mantell décrit l' Iguanodon, ainsi nommé en raison de sa ressemblance avec l'iguane moderne. La découverte de l'Iguanodon suscite l'enthousiasme des paléontologues : d'une part car c'est le deuxième plus grand fossile de reptile découvert et d'autre part car les dents de l'Iguanodon suggèrent que le grand reptile est un herbivore, alors que beaucoup croyaient que tous les ancêtres des reptiles étaient des carnivores, comme le Megalosaurus, décrit par William Buckland, en 1824.

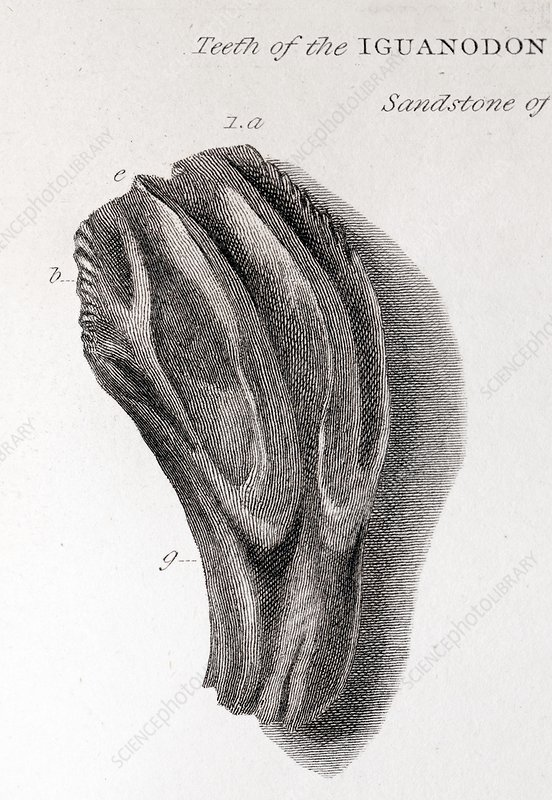
Dessin lithographique de la dent d'Iguanodon - par Mary Ann Mantell

### Articles
- (en) Turner, Burek et Moody, « Forgotten women in an extinct saurian (man's) world », Geological Society, London, Special Publications, vol. 343, no 1,‎ 2010, p. 111–153 (ISSN 0305-8719, DOI 10.1144/sp343.7, Bibcode 2010GSLSP.343..111T).

### Ouvrages
- (en) Marilyn Bailey Ogilvie et Joy Dorothy Harvey, « Mantell, Mary Ann (Woodhouse) (1785-ca. 1855) », dans The Biographical Dictionary of Women in Science: L-Z, Taylor & Francis, 2000 (ISBN 041592040X, lire en ligne), p. 837.
- (en) Gideon Mantell, Illustrations of the Geology of Sussex, Londres, Lupton Relfe, 1827, 71–78 p.